# Такшон
Такшон е княз на унгарците (маджарите) управлявал от средата до началото на 70-те години на X век.
Той е син на Золтан и внук на Арпад. Такшон идва на власт след неговия братовчед Фаличи (Файс).